# Siervas de la Inmaculada de Parma
La Congregación Siervas de la Inmaculada Concepción de María (oficialmente en latín: Congregationis Ancillarum Beatissimae Mariae Immaculatae, necnon Parmensis; cooficialmente en idioma italiano: Congregazione Ancelle dell'Immacolata Concezione di Maria) es una congregación religiosa católica femenina de derecho pontificio, fundada por la viuda italiana Ana María Adorni, en Parma, el 1 de mayo de 1857. A las religiosas de este instituto se les conoce como Siervas de la Inmaculada de Parma y posponen a sus nombres las siglas A.I.M.

## Historia

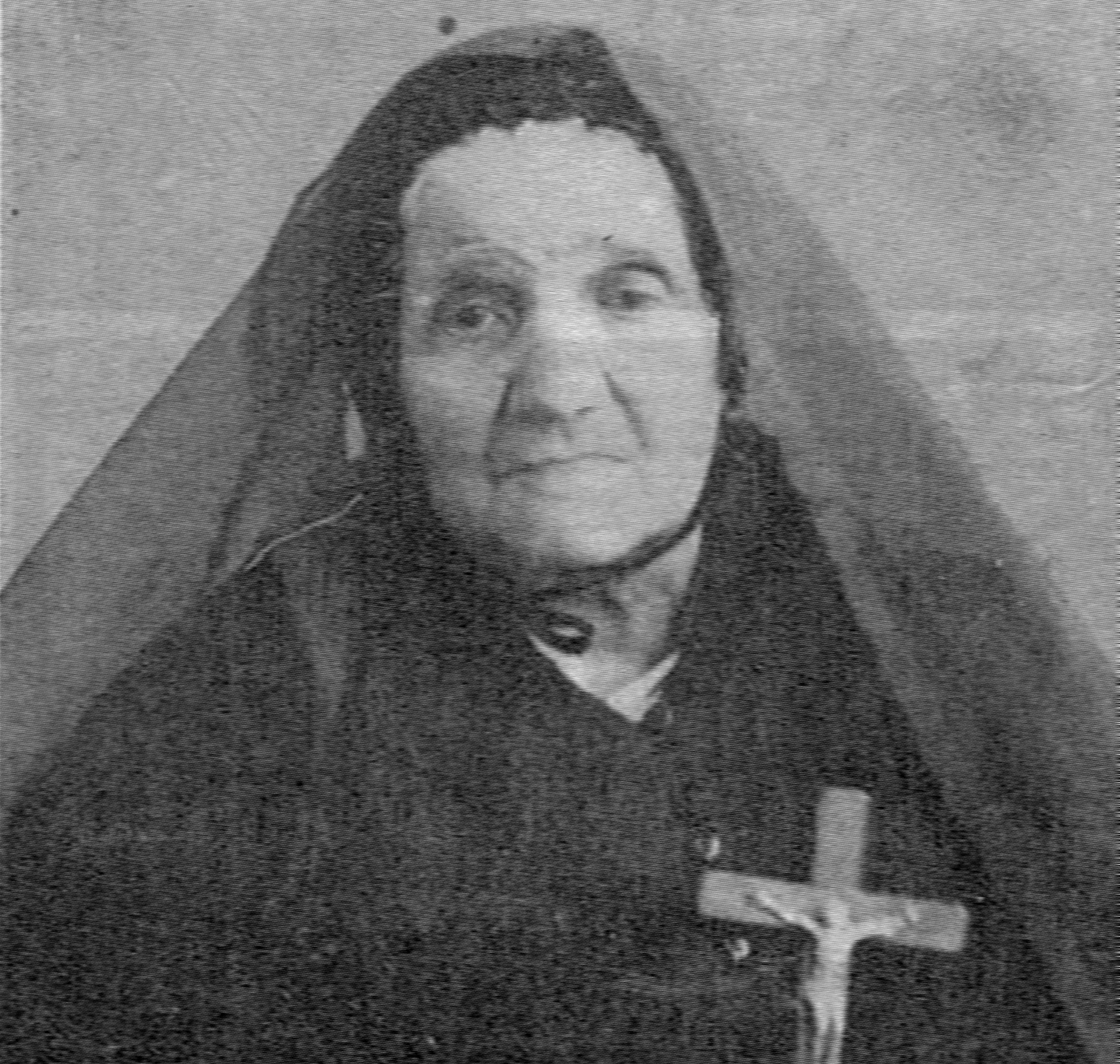
Ana María Adorni (1805-1893), fundadora de la congregación.

Ana María Adorni, luego de quedar viuda, en 1847, se dedicó a las obras de caridad y ese mismo año fundó una asociación de mujeres para visitar las cárceles, con la aprobación y ayuda de la duquesa María Luisa. En 1852, Adorni fundó un instituto de enseñanza para las mujeres que salían de al cárcel. Para poder administrar la obra, dio vida, el 1 de mayo de 1857, a la Congregación Siervas de la Inmaculada Concepción de María, aprobada por el obispo de Parma, Domenico Maria Villa, el 25 de marzo de 1876, tomando como modelo las constituciones de las Hermanas de Nuestra Señora de la Caridad de Angers.
Las primeras religiosas se mantuvieron ligadas a la diócesis de Parma. A la muerte de la fundadora (1893), la segunda generación de religiosas se expande por el centro y norte de Italia. El 25 de marzo de 1947, la congregación fue aprobada por la Santa Sede, convirtiéndose en un instituto de derecho pontificio.

## Organización
La Congregación Siervas de la Inmaculada Concepción de María es un instituto religioso centralizado, cuyo gobierno es ejercido por la superiora general, a la que ayuda en la administración, el consejo general. La sede central se encuentra en Parma.
Las siervas de la Inmaculada de Parma se dedican a la pastoral penitenciaria, trabajando como voluntarias en las cárceles, y especialmente en la atención y formación de las mujeres que salen de los centros penitenciarios. Añaden a su trabajo pastoral la atención de los niños abandonados.
En 2015, el instituto contaba con unas 35 religiosas y 9 comunidades presentes en Italia, Kenia y Rumania.